# Jean Casimir-Perier
Jean Paul Pierre Casimir-Perier (Paris, 8 de novembro de 1847 – Paris, 11 de março de 1907) foi um político francês que serviu como presidente da França de 1894 a 1895.

## Biografia
Ele nasceu em Paris, filho de Auguste Casimir-Perier e neto de Casimir Pierre Perier, Presidente do Conselho de Ministros do Rei Luís Filipe.
Em 1874 foi eleito conselheiro geral do departamento de Aube e nomeado para a câmara de deputados do mesmo departamento nas eleições gerais de 1876. Foi reeleito para o cargo até sua presidência. Apesar tradição de sua família, ele se juntou à esquerda — grupo da ala republicana. Ele se recusou a votar a favor da expulsão da princesa em 1883, e renunciou após a aprovação da lei devido ao seu relacionamento pessoal com a Casa de Orleans.
O 17 de agosto de 1883 tornou-se subsecretário do Ministério da Guerra, já que o manteve até o 7 de janeiro de 1885. Entre 1890 e 1892 foi vice-presidente da câmara, em 1893 tornou — se presidente. Em 3 de dezembro, ele se tornou presidente do Conselho de Ministros ocupando o departamento de relações exteriores, renunciou em maio de 1894 e foi reeleito presidente da câmara (ver Gabinete Casimir-Perier).
Em 27 de junho de 1894, após o assassinato do Presidente Carnot, ele foi eleito Presidente da República com 451 votos contra 195 para Henri Brisson e 97 para Charles Dupuy. Sua presidência durou apenas seis meses. A renúncia do Ministro Dupuy em 14 de janeiro de 1895 foi seguida no dia seguinte pela do presidente. Casimir-Perier explicou que era porque se sentia ignorado pelos ministros que não o consultavam antes de tomar decisões e não o mantinham informado sobre os acontecimentos políticos, especialmente nas relações exteriores.
A partir desse momento abandonou completamente a política e se dedicou aos negócios, principalmente à mineração.